# ジャスミン (さかいゆうの曲)
「ジャスミン」は、さかいゆうの6枚目のシングル。

## 解説
- 前作「薔薇とローズ」から、約2年ぶりのリリース。
- 初回生産限定盤は、ライブ映像を収録したDVD付。
- ミュージックビデオには、女優の早見あかりが主演している[1]。 ショートショートフィルムフェスティバル＆アジア2016のミュージックVideo部門に選出された[2]。

## 収録曲
1. ジャスミン
  - 作詞：さかいゆう、作曲：さかいゆう、蔦谷好位置、編曲：蔦谷好位置
  - テレビ朝日系『じゅん散歩』2015年10月-11月度エンディングテーマ
  - プロデューサーは蔦谷好位置。
2. WALK ON AIR
  - 作詞：渡辺シュンスケ、作曲：さかいゆう、編曲：石崎 光
3. 接吻
  - 作詞・作曲：田島貴男、編曲：さかいゆう
  - ORIGINAL LOVEのカバー。
4. ジャスミン(backing track)

## 初回特典DVD収録内容
- 「さかいの湯 Vol.3 “さかいゆうといっしょ” スペシャル」コラボレーションライブ映像

1. 薔薇とローズ with Little Glee Monster
2. How Beautiful with 土岐麻子
3. シロクジ with KOHEI JAPAN
4. Magic Hour with RHYMESTER
5. 闇夜のホタル with 日野皓正